# فرجينيا غرايسون
فرجينيا غرايسون (بالإنجليزية: Virginia Grayson)‏ هي فنانة نيوزيلندية، ولدت في 1967 في بالميرستون نورث في نيوزيلندا.